# Combretum capitatum
Combretum capitatum är en tvåhjärtbladig växtart som beskrevs av De Wild. och Exell. Combretum capitatum ingår i släktet Combretum och familjen Combretaceae. Inga underarter finns listade i Catalogue of Life.